# Sofia Dorothea av Brandenburg-Schwedt
Sofia Dorothea av Brandenburg-Schwedt, född 1736, död 1798, var hertiginna av Württemberg, gift med Fredrik II Eugen av Württemberg. 

## Biografi
Dotter till markgreve Fredrik Vilhelm av Brandenburg-Schwedt och Sofia Dorothea av Preussen. Kusin till bland andra Fredrik Vilhelm II av Preussen och Gustav III.
Gift 1753 med hertig Fredrik II Eugen av Württemberg. Sofia Dorothea beskrivs som kvick och charmerande. Hon var reformert, medan maken var katolik, men hade gått med på att uppfostra barnen till lutheraner på ett underhåll från det lutherska rådet. Från 1769 levde hon på slottet Mömpelgard, Château de Montbéliard, i Montbéliard i Frankrike, som då tillhörde Württemberg. År 1788 blev hon fostermor åt sin sondotter Katharina av Württemberg. 
Paret tvingades flytta från Montbéliard på grund av franska revolutionen 1792. Tre år senare efterträdde maken sin bror som monark i Württemberg. Hon blev änka 1797 och dog året därpå.

## Barn
1. Fredrik I av Württemberg (1754-1816)
2. Ludwig av Württemberg (1756-1817)
3. Eugen Fredrik av Württemberg (1758-1822)
4. Sophie Marie Dorothea (1759-1828), rysk kejsarinna gift med Paul I av Ryssland, antog namnet Maria Fjodorovna
5. Wilhelm Friedrich Philipp (1761-1830)
6. Ferdinand August Friedrich (1763-1834)
7. Friederike Elisabeth Amalie (1765-1785), gift med Peter I av Oldenburg
8. Elisabeth Wilhelmine Luise (1767-1790),gift med Frans I av Österrike
9. Friederike Wilhelmine Katharina (född och död 1768)
10. Karl Friedrich Heinrich (1770-1791)
11. Alexander Fredrik av Württemberg (1771-1833)
12. Karl Heinrich (1772-1833)